# فيديريكو فاريلا
فيديريكو فاريلا (بالإسبانية: Federico Varela)‏ (7 مايو 1996 بالأرجنتين - ) هو لاعب كرة قدم أرجنتيني في مركز الوسط. لعب مع نادي بورتو.

## روابط خارجية
- فيديريكو فاريلا على موقع اتحاد تركيا (لاعب) (الإنجليزية)
- فيديريكو فاريلا على موقع قاعدة بيانات كرة القدم.إي يو (الإنجليزية)
- فيديريكو فاريلا على موقع Soccerway.com (الإنجليزية)
- فيديريكو فاريلا على موقع عالم كرة القدم.نت (الإنجليزية)